# Růžena Zátková
Růžena Zátková (2. března 1885 Březí – 29. října 1923 Leysin, Švýcarsko) byla česká malířka a sochařka ovlivněná futurismem. Většinu svého života žila a tvořila v zahraničí, zejména v Itálii. Pocházela z významného jihočeského rodu Zátků.

## Život

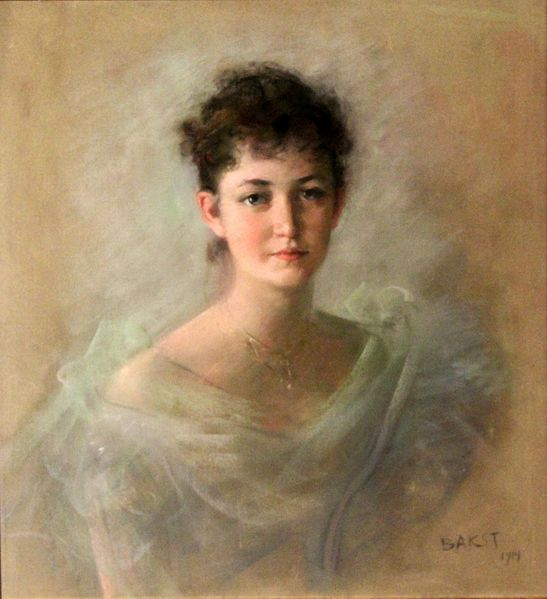
Růžena Zátková na portrétu od malíře Léona Baksta

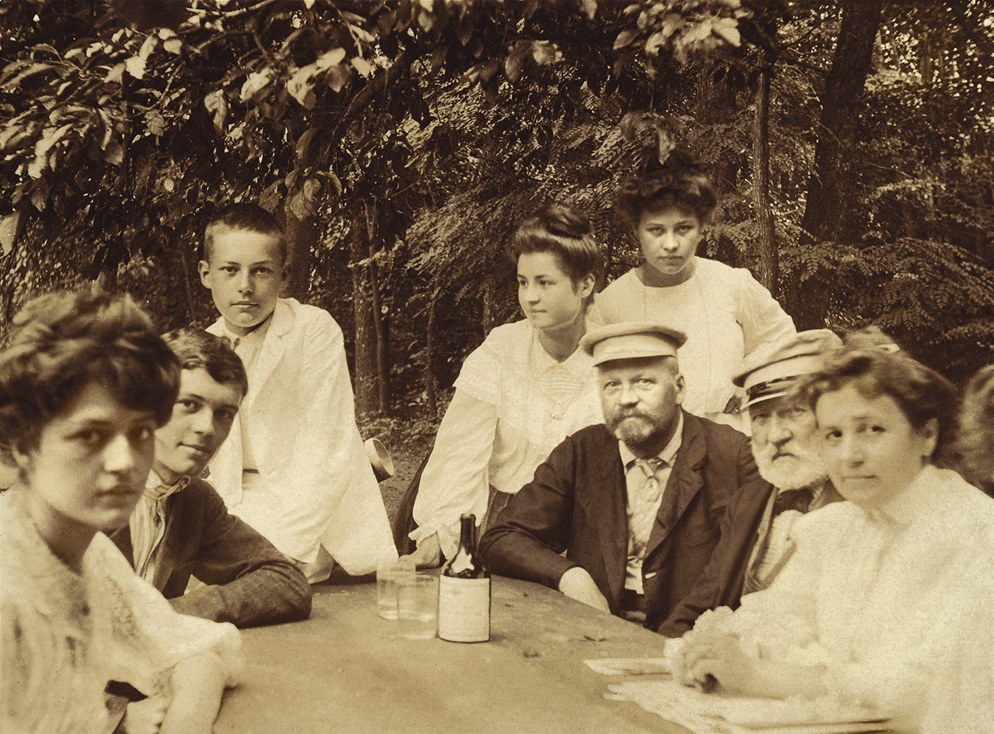
Rodina Vlastimila Zátky. Zleva - Růžena, Jaroslav Ferdinand, Oldřich, Miloslava, Zdenka (?), otec Vlastimil Zátka, František Havlíček (?), matka Karla Havlíčková-Zátková

Narodila se jako třetí dítě v rodině majitele mlýna a spoluzakladatele vyhlášené továrny na těstoviny Vlastimila Rostislava Zátky a jeho ženy, pianistky Karly Zdenky Františky Havlíčkové, neteře Karla Havlíčka Borovského. Měla tři sestry a dva bratry. Sestra Miloslava, známá jako Sláva Tonderová byla též malířkou.
V roce 1901 se přestěhovala s rodinou do Prahy, kde studovala malířství u Antonína Slavíčka a hru na klavír u Vítězslava Nováka. Místo rozvíjející se hudební kariéry odjela v roce 1908 za sestrou Slávou do Mnichova studovat malbu. Ve stejném roce se zasnoubila s pruským baronem Karlem Christianem von Loeschem. Pro nesouhlas rodiny i české vlastenecké veřejnosti zásnuby zrušila. Dne 16. února 1910 se v Praze provdala za ruského šlechtice, sběratele umění Vasilije Chvoščinského, který působil jako diplomat carského Ruska v Římě. V manželství se jim narodila dcera Marianne. Role manželky a matky ji ale příliš nenaplňovala. V Římě se díky manželovi mohla pohybovat i v uměleckých kruzích a stále více v ní sílila touha stát se uznávanou malířkou. Zatímco Praha byla orientovaná na francouzskou moderní malbu a kubismus, v Římě se postupně seznámila s Filippem Tommasem Marinettim, zakladatelem a teoretikem futurismu, chorvatským sochařem Ivanem Meštrovićem, který později vytvořil její bustu, ruskou avantgardní malířkou Natalií Gončarovovou, jejím manželem, malířem Michailem Larionovem a dalšími. Své znalosti avantgardního umění si prohlubovala a rozšiřovala v ateliéru futuristického malíře Giacoma Bally.
Při hostování Ruského baletu v Itálii se seznámila s jeho impresáriem Sergejem Ďagilevem a hudebními skladateli Sergejem Prokofjevem a Igorem Stravinskim, se kterým si později dopisovala a který jí věnoval svoji skladbu Čtyři rolnické zpěvy.
V roce 1916 byla s podezřením na tuberkulózu převezena do švýcarského sanatoria v Leysinu. Po návratu ze sanatoria, kde pobývala s přestávkami tři roky, se rozvedla s Vasilijem Chvoščinskim a podruhé se provdala za italského levicového novináře Artura Cappu a žila s ním na italském venkově. Shodou okolností se tak stala švagrovou Marinettiho, který se oženil s Cappovou sestrou Benedettou. Ke konci života se přiklonila k víře a tvořila ilustrace s biblickými náměty.

Zemřela na tuberkulózu 29. října 1923 v Leysinu ve Švýcarsku ve věku 38 let. Pohřbena byla v rodinné hrobce na pražských Olšanech.

## Dílo
Kromě futurismu ovlivnil její tvorbu i symbolismus, ruská avantgarda anebo abstraktní materiálová tvorba. Vytvářela koláže, kinetické asambláže i plastiky, přičemž používala na svou dobu nezvyklé materiály. Byla také autorkou ilustrací, abstraktních obrazů, realistických i primitivistických kreseb nebo dekorativních děl. Známé jsou její přírodní scenérie z častých cest po Evropě (Švýcarsko, Španělsko, Mallorca). Některé její práce byly inspirovány perskými miniaturami, lidovým uměním a starými rukopisy. Vytvořila též ilustrace k Životu krále Davida.
Jejím stěžejním dílem se stala plastika Beranidlo z roku 1916, ve které se pokusila tvarově kontrastními prvky zachytit vjemy – pohyb, hluk, vibrace, kterými stroj pracující v blízkosti jejího ateliéru působil na okolí. To bylo v souladu s teoretickými pracemi italských futuristů (Umberta Boccioniho, Fortunata Depera a Giacoma Bally). Plastika, která byla zhotovena zřejmě z nestálých materiálů (kůže, celofán, sklo, dřevo) se nedochovala a její podoba je známá jen z fotografií. V protikladu k principům futurismu se ve svém cyklu Pocity rostlin nechala inspirovat přírodou. Zkušenosti ze spiritistických seancí, kterých se zúčastnila, promítla do abstraktních kreseb cyklu Duševní stavy. Vrcholem její tvorby byl portrét Marinettiho, který jí uspořádal počátkem 20. let dvě výstavy v Římě. Za čistě futuristické dílo je považována její divadelní hra Blázen (Il pazzo).
Růžena Zátková během svého krátkého života prolínala ve svém díle mnohé vlivy, které na ni působily, přičemž hledala vlastní způsob uměleckého vyjádření. Její dochovaná díla jsou v soukromých sbírkách většinou v rodinách Marinettiů a Zátků.

## Citát
| „                | Rozhodla jsem se, že nebudu to, čemu se říká 'současná umělkyně'. Silně se mi zprotivilo toto spojení a nesvoboda. Když se začíná, nikdy se předem neví, k jakému konci se dospěje. Práce má své zákony, své vidění a radosti a je dobré ji nerušit svým přesvědčením nebo nedej Bože takzvaným individualismem. | “ |
| — Růžena Zátková | |   |

## Výstavy
Itálie
- 1921, Galerie Giosi, Řím
- 1922, Casa d’arte Bragaglia, Řím

Česká republika
- 2011 Růžena – Příběh malířky Růženy Zátkové, kurátorka: Alena Pomajzlová, Císařská konírna Pražského hradu[8]
- 2012 Rytmy + Pohyb + Světlo. Impulsy futurismu v českém umění, Západočeská galerie v Plzni (Masné krámy)[9]

## Galerie

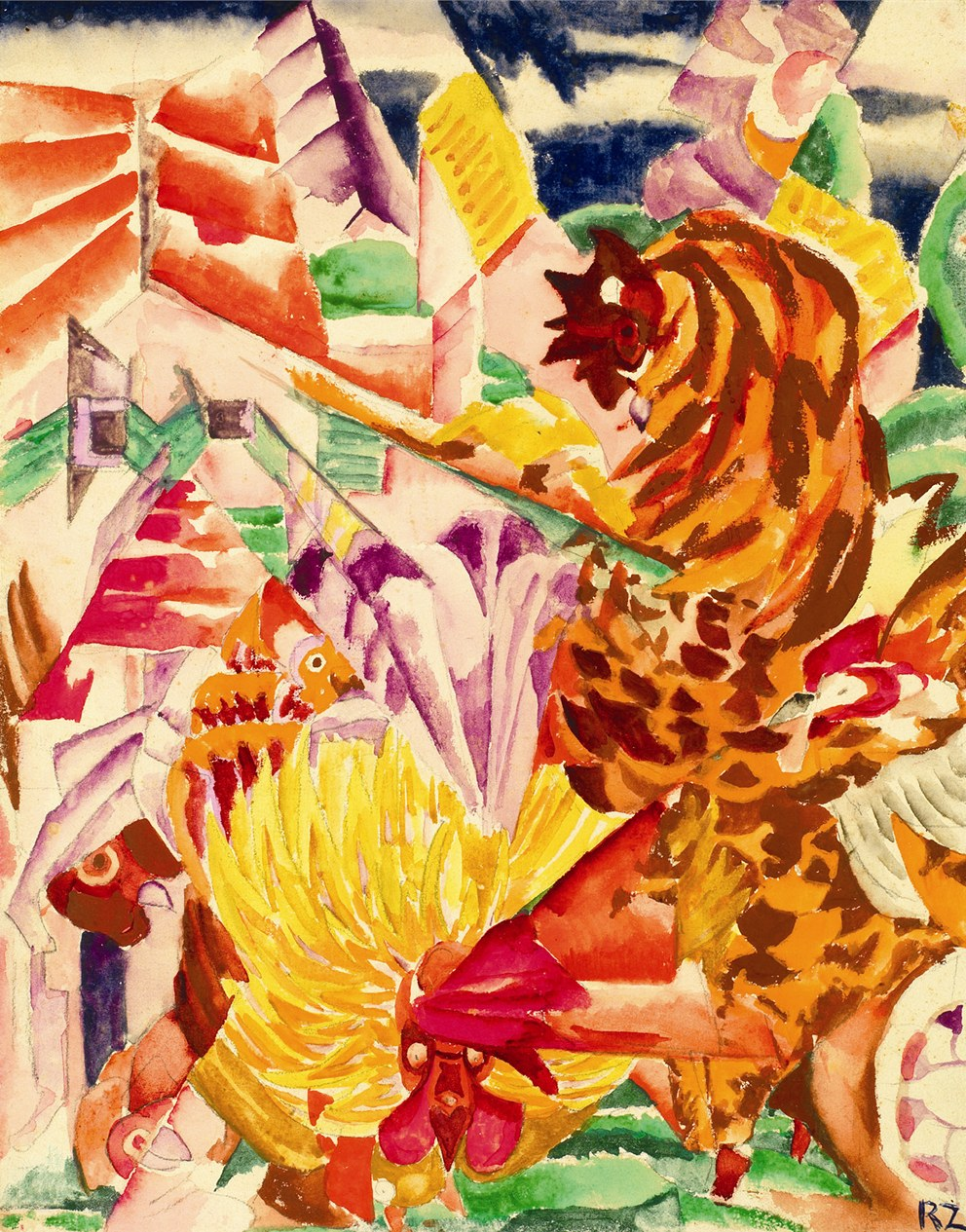
Kohouti z Bricca (1922)
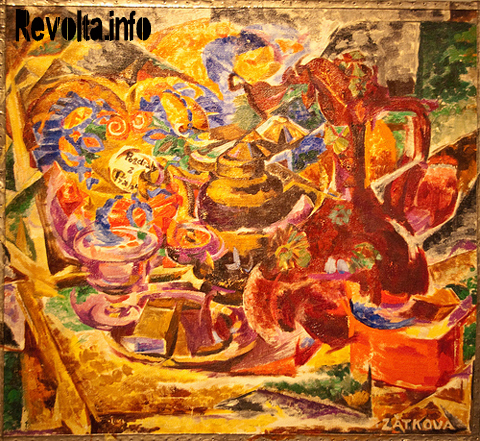
Boj předmětů o nadvládu (1922)
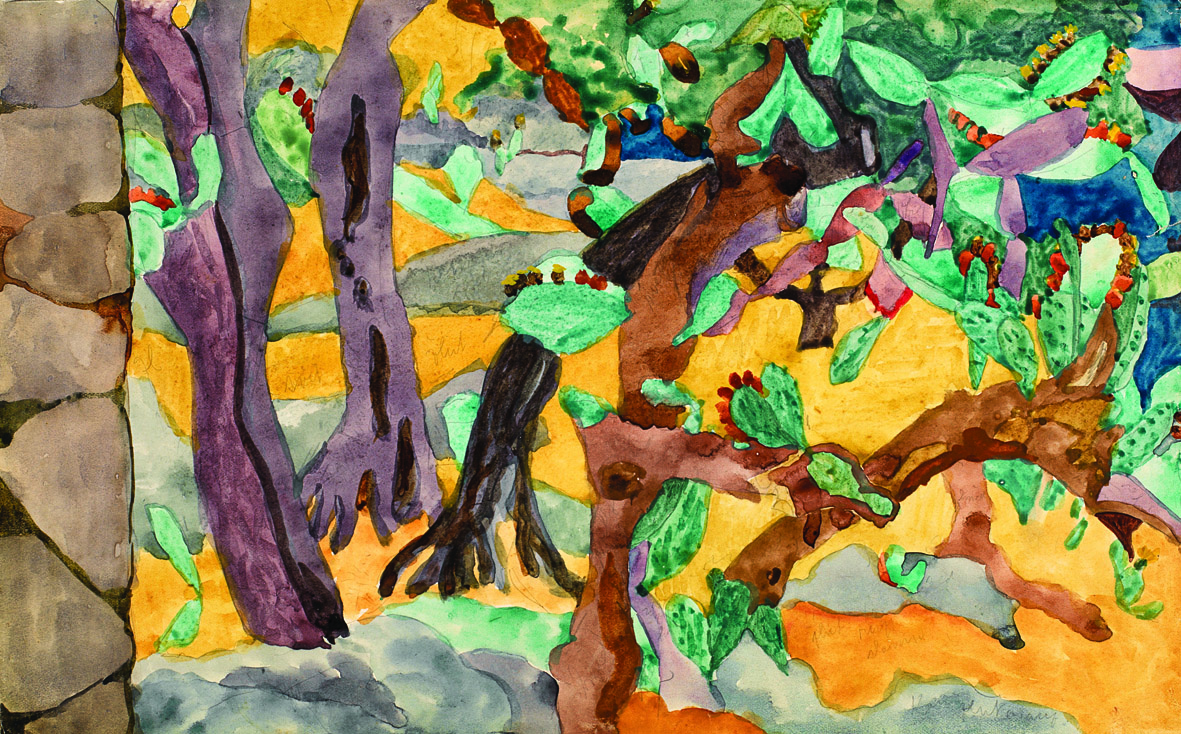
Mallorca (1913)
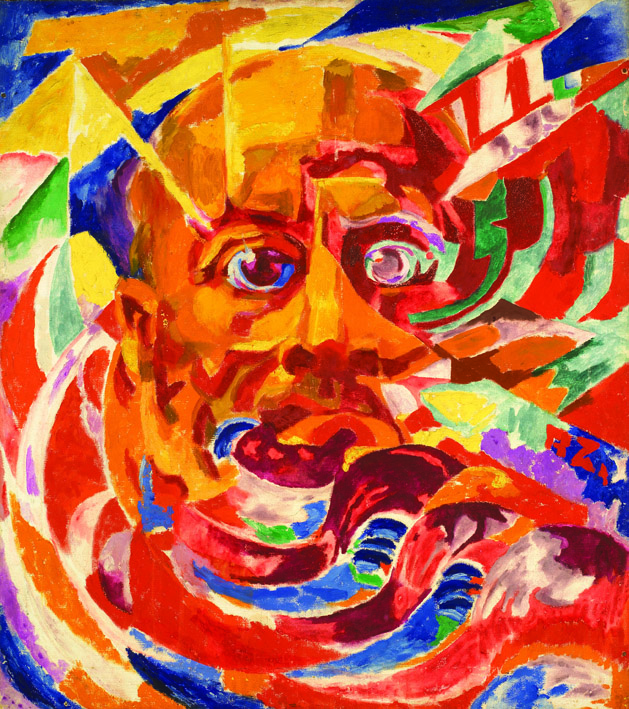
Marinetti (1922)

## Ohlasy v umění
Životními osudy Růženy Zátkové je inspirována divadelní hra Petra Erbese a Karolíny Kotrbové Spaghetti Futurista, nastudovaná v roce 2022 Malým divadlem Jihočeského divadla v Českých Budějovicích.   